# Epidendrum apuahuense
Epidendrum apuahuense är en orkidéart som beskrevs av Rudolf Mansfeld. Epidendrum apuahuense ingår i släktet Epidendrum och familjen orkidéer. Inga underarter finns listade i Catalogue of Life.